# Franzischak Bahuschewitsch

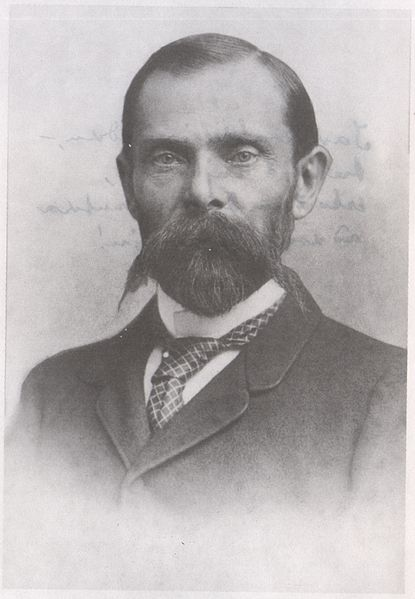
Franzischak Bahuschewitsch

Franzischak Bahuschewitsch, belarussisch Франці́шак Бенедыкт Казімі́равіч Багушэ́віч, Pseudonyme: Мацей Бурачок und Сымон Рэўка з-пад Барысава (* 21. März 1840 bei Wilna; † 28. April 1900 bei Smarhon) war ein belarussischer Poet, Schriftsteller und Übersetzer.

## Biografie
Er war der Wegbereiter des Realismus in der belarussischen Literatur und trug einen erheblichen Teil zum nationalen Charakter und Selbstverständnis der Landeskultur bei.
Bahuschewitsch besuchte das örtliche Gymnasium Wilna. Im Anschluss begann er sein Mathematik- und Physikstudium 1861 an der Staatlichen Universität Sankt Petersburg. Er wurde allerdings bereits nach zwei Monaten von der Hochschule verwiesen, da er sich nicht an deren Regeln hielt. Im Anschluss an dieses Ereignis kehrte er in sein Heimatdorf zurück und arbeitete als Lehrer an der Grundschule in Dotischki nahe der heutigen Grenze zu Litauen.
In den Jahren 1863 und 1864 nahm er aktiv an den polnischen revolutionären Aufständen in den Wäldern von Augustów teil und zog später wegen der Unruhen in die Ukraine.
1865 begann er ein neues Studium an der juristischen Fakultät des Lyzeums in Nischyn. Nach der Beendigung des Studiums 1868 arbeitete er als Jurist bei unterschiedlichsten Arbeitgebern in der Ukraine. 1874 heiratete er Gabrielle Schklenikaw in Minsk.

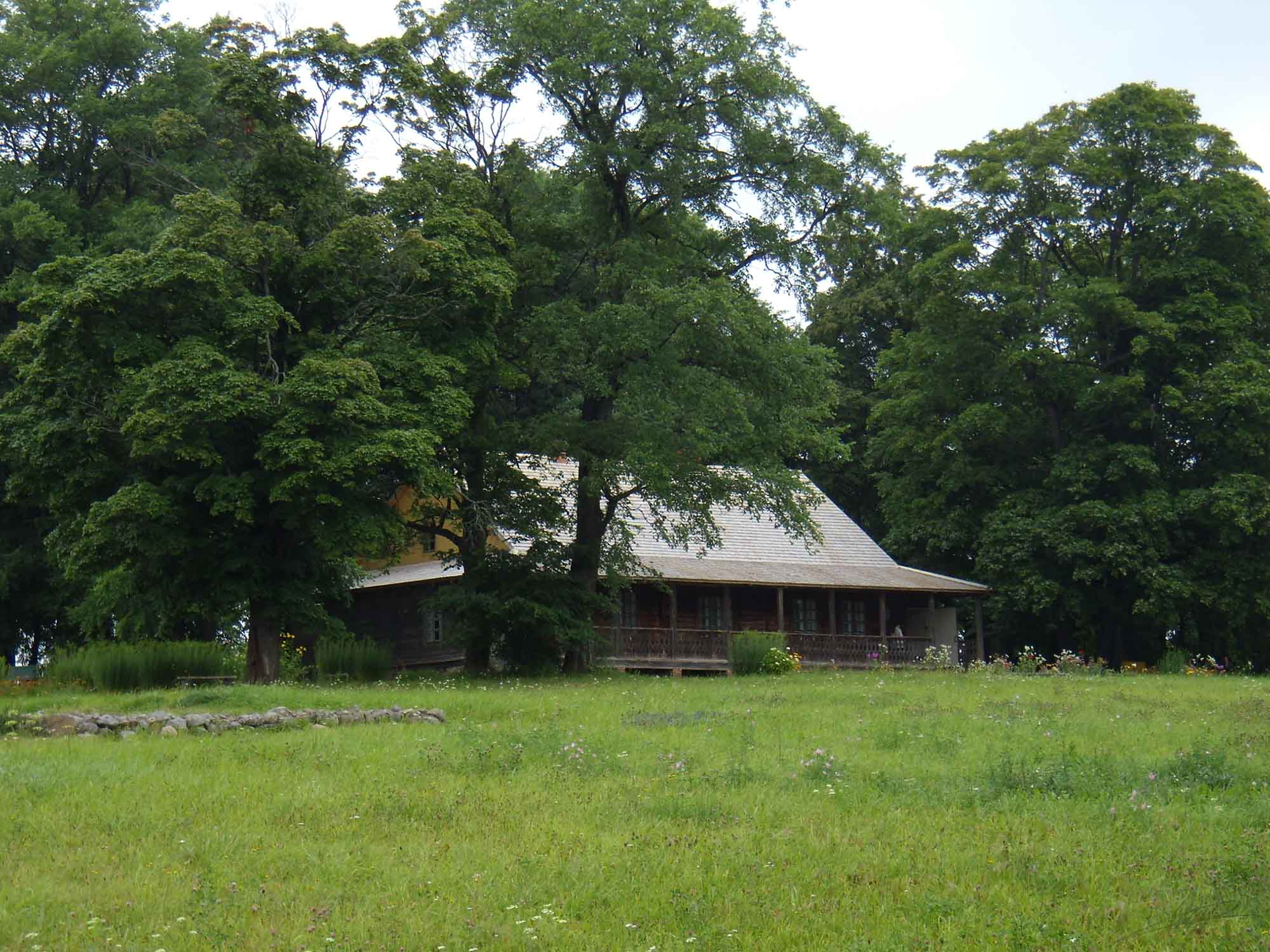
Das 1990 eröffnete Bahuschewitsch-Museum in Kuschliany

Anlässlich der Krönung des Kaisers Alexander III. erließ dieser eine umfassenden Amnestie. Bahuschewitsch kehrte mit seiner Ehefrau nach Wilna zurück und arbeitete dort wieder als Anwalt. Dort begann seine kreative Phase als Literat.
1898 beendete Bahuschewitsch seine Karriere wegen gesundheitlicher Probleme und zog in das Dorf Kuschliany bei Grodno, wo er 1900 starb. Sein Sarg wurde von Bauern getragen. Der Gedenkkranz trug die Inschrift „Für den Freund der Bauern“, sie legten eine Geige und eine Flöte auf seine Grabstätte.

## Veröffentlichungen
- 1891 Gedichtsammelband „Belarussische Dudka“ in Krakau unter dem Pseudonym Maciej Burachok
- 1892 Erzählung „Tralyalenachka“ in Krakau (Pseudonym: Maciej Burachok)
- 1894 Gedichtsammelband „Smyk Belarus“ in Posen (Pseudonym: Symon Rovka iz pod Baryzova)
- 1886–1891 schrieb er ebenfalls unter einem Pseudonym für die Sankt Petersburger Zeitung „Kraj“
- 1899 sollte „Belarussische Geschichten Burachok“ veröffentlicht werden, wurde jedoch unter der Zensur des Zaren verboten

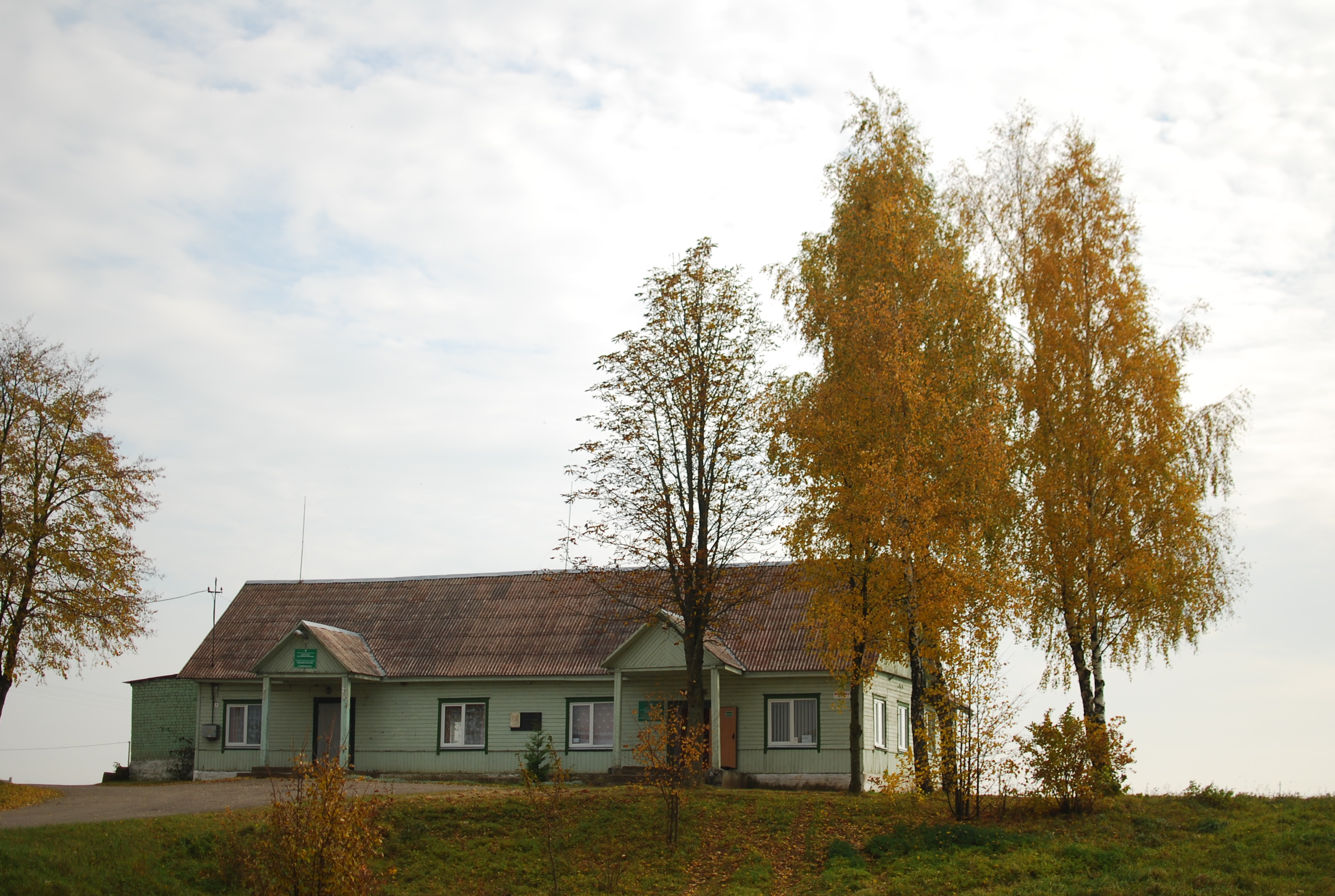
Savičiūnai, Litauen

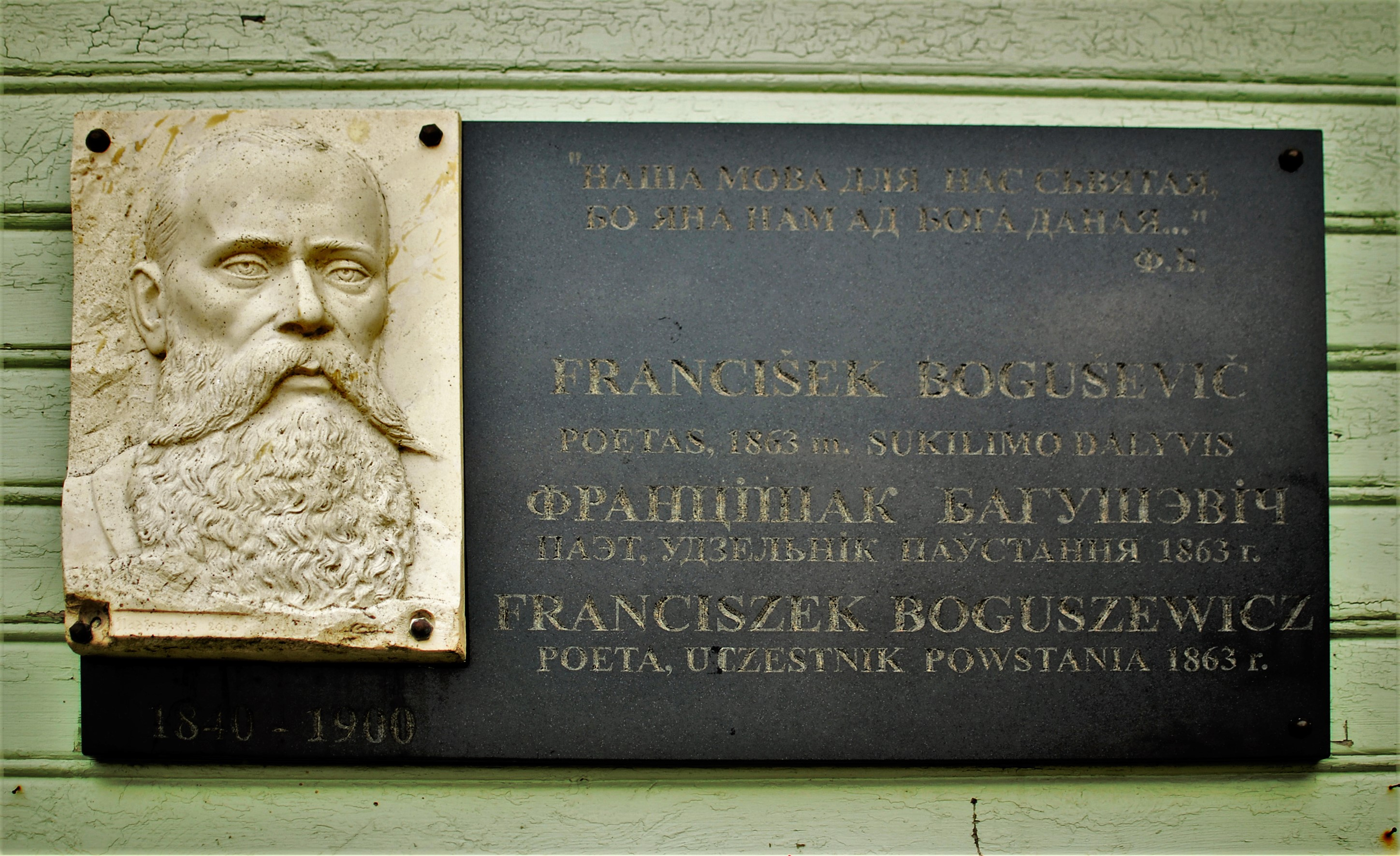
Savičiūnai, Litauen

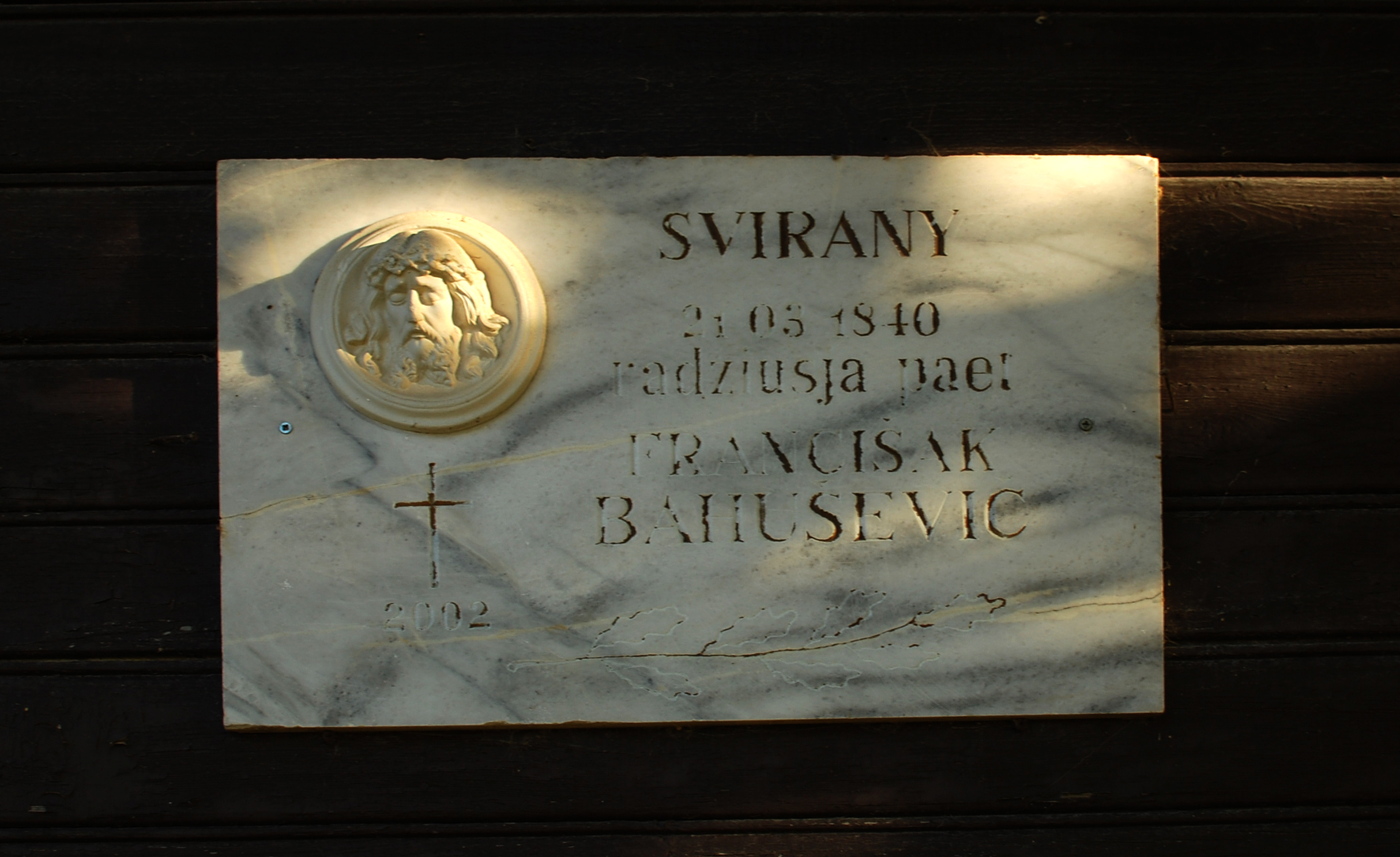
Svironys, Litauen

## Künstlerischer Charakter
All seine künstlerischen Tätigkeiten behandelten das Thema des Kampfes für die nationale Wiedergeburt des Belarussischen. Er war der Vertreter der Bauernschaft und erzielte damit großen Einfluss auf den Verlauf der künftigen belarussischen Literatur.
Sein dichterisches Schaffen ist eng verbunden mit dem Volkslied und unterliegt der leisen Trauerstimmung angesichts des schweren Schicksals des belarussischen Volkes. Ebenso kritisiert er damit das sorglose Leben des Adels.

## Künstlerisches Schaffen
- 1891 Gedichtsammelband „Belarussische Dudka“[4]

Diese Gedichtsammlung beinhaltete ein Vorwort, in dem erstmals die wichtigsten nationalen Fragen gestellt wurden. Die Behauptung über die Existenz der belarussischen Sprache wird ausgesprochen und damit ihr Recht, sich gleichwertig neben den anderen Sprachen entwickeln zu können. Zudem bezieht das Vorwort politisch gegen den Zaren und seine Führung Stellung. Dabei nannte er jedoch die angegriffenen, politischen Gegner nie namentlich, sondern sprach in stereotypen Bildern und Vorstellungen des bäuerlichen Charakters, in ländlicher belarussischer Sprache. In diesem Gedichtband stellt er das Wort des Volkes dar. Das Wort war für ihn mehr als das Objekt seiner Kunst und so bezog er sich bewusst auf die gesamte Bauernschaft und gleichermaßen im Allgemeinen auf die benachteiligte Masse. Franzischak Bahuschewitsch bewies damit, dass die belarussische Sprache in der Lage sei, jeden Gedanken und jedes Gefühl auszudrücken. Er forderte dazu auf, die eigene nationale Sprache zu erlernen und eine belarussische Literatur entstehen zu lassen. Dieser Aufruf ist jedoch nicht nationalistisch zu verstehen, sondern meinte die Wichtigkeit des eigenen (Volks)- Spracherwerbs zu kennzeichnen. Es deutet darauf hin, dass es der Grund für die Veröffentlichung dieser Gedichte sei.
- 1894 Gedichtsammelband „Smyk Belarus“

Auch dieser Band beschäftigt sich mit dem Bewusstsein der belarussischen Sprache sowie mit der wahrheitsgemäßen Darstellung des Bauernlebens. Die undurchsichtige und komplizierte soziale Lage im Land wird in den Vordergrund gestellt. Jedoch soll die Vaterlandsliebe gefördert werden. Die Verarmung weckt in den Helden seiner Gedichte neue Lebenskraft, und ihre Niederlage stellt nicht den Sieg der Herrschaftsmacht dar, sondern einen fortwährenden Kampf für die Gerechtigkeit. Hunger, Not und wahllose Staatsgewalt prägen die aus dem wahren Leben gegriffenen Gedichte. Diese Faktoren führten lange Zeit zur Zensur der Werke Bahuschewitsch's.

## Klagende Motive
Franzischak Bahuschewitsch nutzte die realistische Darstellung des Lebens und der belarussischen Natur, da aber das Leben der Bauern sehr sorgenvoll und trotz vieler Arbeit und Mühen unbelohnt ist, wirken seine Gedichte mit desolat-klagender Motivik.
Die Einseitigkeit und Armut zeigt sich wiederkehrend, zudem wird auch die göttliche Ungerechtigkeit thematisiert „Gott teilt ungerecht“. Die Bauern werden oft in schmutziger, zerfallender Umgebung dargestellt. Haus, Hof und Kleidung wirken verbraucht, der Wind pfeift durch die Wände, im Inneren ist die beschriebene Bauernschaft jedoch zufrieden und genügsam. Ihr Leiden unter der Rechtlosigkeit verstärkt sich mit der fehlenden Bildung, die Wahrheit scheint in ihrer Welt zu fehlen und das Gesetz ist grausam. Die Natur allein hält die schönen und vielseitigen Facetten des belarussischen Lebens aufrecht.